# Peltzerella brevicornis
Peltzerella brevicornis är en insektsart som beskrevs av Schmidt 1926. Peltzerella brevicornis ingår i släktet Peltzerella och familjen hornstritar. Inga underarter finns listade i Catalogue of Life.